# Sarcofago di Marcus Claudianus
Il Sarcofago di Marcus Claudianus è una scultura databile 330-339 d.C. e conservata a Roma, al Museo nazionale romano di palazzo Massimo alle Terme.

## Storia e descrizione
Il sarcofago fu trovato nel 1884 a Roma, in via della Lungara, nei pressi della chiesa di San Giacomo in Settimiana. L'iscrizione al centro del coperchio fornisce il nome del defunto che è rappresentato al lato, avvolto nel suo peplo e all'interno di un sudario funebre che due putti alati srotolano: L(ucio) V(alerio) C(laudio) M(aximo) Claudiano / v(iro) p(erfectissimo) q(ui) v(ixit) p(lus) m(inus) annis / XLIII d(epositus) VIIII K(alendas) Dec(embres) / in p(ace).

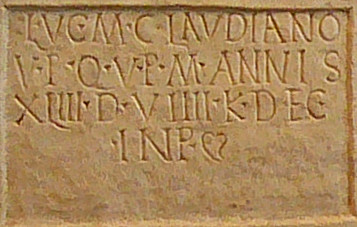
Sarcofago di Marcus Claudianus - Iscrizione

Questa datatio corrisponde all'ultimo periodo dell'impero di Costantino I, riscontrabile anche nello stile figurativo adoperato.
Il reperto è notevole poiché nel suo apparato iconografico accosta scene dell'Antico e del Nuovo Testamento: sul coperchio, a partire da sinistra, sono rappresentate le seguenti scene:
- La Natività, con Gesù Bambino vegliato da un pastore insieme al bue e all'asinello;
- La Guarigione dell'emorroissa;
- Il Sacrificio di Isacco;
- Mosé riceve le Tavole della Legge;
- A destra dell'iscrizione, l'eucaristia è simboleggiata dalle scene di raccolta delle messi e vendemmia che attorniano il ritratto del defunto.

Sulla cassa, a partire da sinistra, sono rappresentate le seguenti scene:
- Mosé fa sgorgare acqua dalla roccia desertica (oppure San Pietro nel Carcere Mamertino);
- Gesù tra i dottori del Tempio (oppure Arresto di san Pietro);
- La figura centrale del Cristo orante sintetizza due scene: le Nozze di Cana e la Moltiplicazione dei pani e dei pesci;
- Guarigione del cieco nato;
- Gesù predice il rinnegamento di Pietro:
- L'ultima scena sintetizza la Resurrezione di Lazzaro e la Lavanda dei piedi.

### Stile e interpretazione
Il sarcofago di Claudianus si configura pienamente nello stile tipico del periodo di realizzazione, caratterizzato dall'abbandono dell'altorilievo (massicciamente adoperato su manofatti analoghi d'età imperiale) in favore del bassorilievo. Le figure emergono appena dallo sfondo, appiattite e schiacciate tra loro; al tempo stesso, l'effetto di chiaroscuro e tridimensionalità è garantito dal riempimento di ogni spazio vuoto con figure più piccole e meno in rilievo. Va notata la tendenza alla stilizzazione e alla semplificazione delle linee: la plastica dei volti e il portamento dei corpi sono di derivazione classica, ma i panneggi sono resi con profonde incisioni calligrafiche, più che con precise scalpellature. Da notare, infine, l'utilizzo di uno strumento simile al bulino per le capigliature.
La giustapposizione di scene dell'Antico e del Nuovo Testamento era abbastanza frequente nell'arte dei decenni successivi all'Editto di Costantino, e aveva lo scopo di rappresentare in simultanea gli elementi fondanti del Cristianesimo e la loro prefigurazione nella Bibbia: il battesimo, l'incarnazione, l'eucaristia e la resurrezione della carne, rappresentate nelle scene evangeliche trovano giustificazione nelle scene veterotestamentarie, al punto che i personaggi di Mosé (guida del popolo israelita) e san Pietro (guida della neonata Chiesa romana) sono esteticamente sovrapponibili. Scelte iconografiche simili sono riscontrabili nei coevi Sarcofago dogmatico e Sarcofago di Giunio Basso.
La figura del Cristo è invece dotata di una bellezza efebica; vengono rappresentate scene dei primi anni del suo magistero, difatti lo si raffigura giovane e imberbe, lontano dal christus patiens dei secoli successivi: si privilegia infatti la sua identità di filosofo provvisto di straordinari poteri taumaturgici. In varie scene egli tiene in mano un volumen arrotolato contenente la vera dottrina, a rimarcare l'idea che il Cristianesimo sia depositario dell'unica vera Legge.
Il sarcogago presenta notevoli analogie stilistiche e iconografiche con un manufatto simile, il sarcofago detto di Stilicone, conservato nella Basilica di Sant'Ambrogio a Milano. Entrambi i manufatti contengono, nel loro apparato decorativo, scene del Vecchio e del Nuovo Testamento, e presentano il Cristo come un filosofo divulgatore della Parola di Dio. I sarcofagi sono noti per contenere due tra le prime rappresentazioni della Natività; in entrambi i casi, va notato che Gesù Bambino è raffigurato senza Maria e Giuseppe; gli unici attributi distintivi sono il bue, l'asinello e, nel sarcofago di Claudianus, un pastore.

## Galleria d'immagini

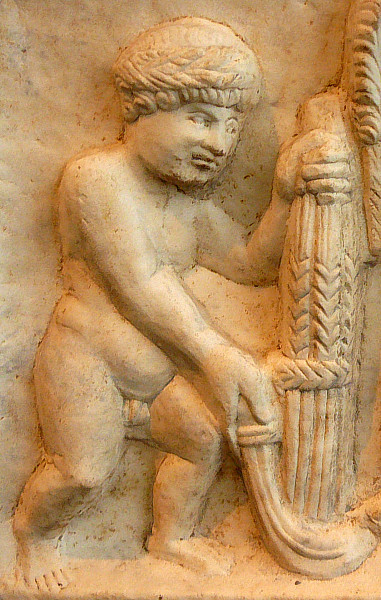
Raccolta delle messi
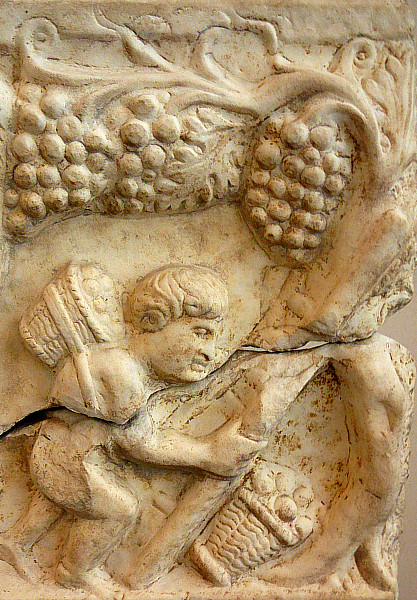
Vendemmia
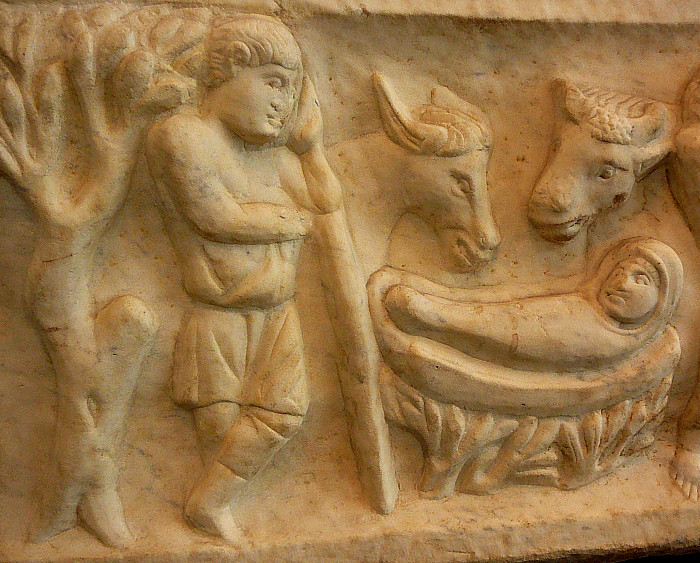
Natività
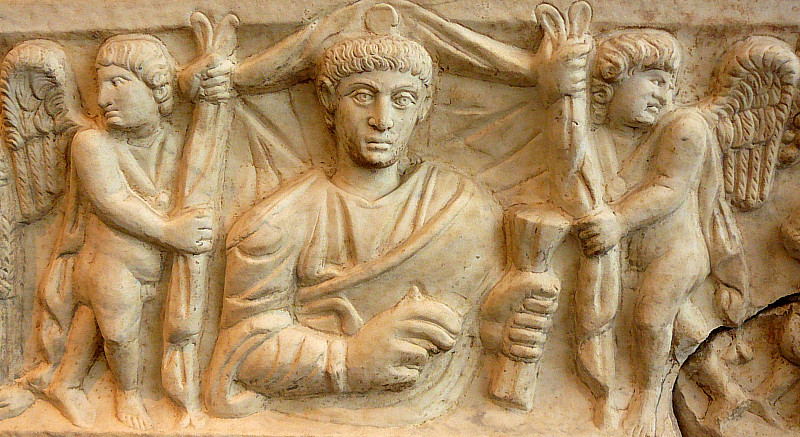
Marcus Claudianus
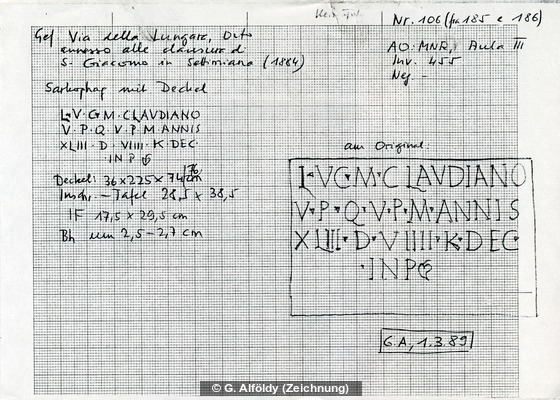
Iscrizione - CIL VI 41428